# Білий басейн
Башта «Білий басейн» — водонапірна вежа, побудована на початку XX століття в стилі неокласицизму на височині над Феодосією.

## Історія
Необхідність забезпечення поселенців водою постала з того часу, коли великі маси населення обживали місцини, у яких із джерелами прісної води була скрута. Тому жителі Криму облаштовували різні системи водозабезпечення: акведуки, канали, потічки та водогони. Поруч із цими системами городяни будували певні інженерні споруди, (колодязі, вежі), а ті які прослужили мешканцям тривалий час — ставали місцевими пам'ятками.
Місто Феодосія розташоване поруч Сімферополя, у степовій частині Кримського півострова. Через це його можна віднести до місцин, де існує проблема із забезпеченням води. Якщо для задоволення побутових питань в селі Базарчик води з місцевих колодязів вистачало, то зі збільшенням кількості населення потреба у воді зростала все більше. Коли ж через селище проклали залізничну колію, необхідність у воді зросла в рази: для технічних засобів, ремонтних робіт, обслуговування пасажирів і потягів (паротягів). Тож, за прикладом європейських держав, водонапірними вежами регулювали напір і подачу води на залізницю та створення її запасу в містечку.

### Передумови
Знахідки археологів (на околиці міста) підтверджують догадки істориків і краєзнавців, які стверджують, що і в давні часи у Феодосії був свій водопровід, який постачав водою все місто. Здебільшого такі водозбірні споруди знаходились на схилах гірського хребта Тепе-Оба, і воду звідти подавали по трубах вниз, у долину, де жили феодосійці. Наприкінці ХІХ століття Феодосія почала дуже швидко розвиватись і населення міста невпинно росло, через що й збільшило водоспоживання у рази. З початком XX століття потреби в прісній воді все більше зростали (приблизно на 1 мільйон відер щороку), а в 1911-1912 роках на кожну людину (а тоді у Феодосії проживало 33 тисячі мешканців) доводилось 2,2 відра, що становить 27,05 літрів води на одну добу.

### Система водопідведення за Айвазовським
Місто Феодосія знана не тільки як курорт, а ще і як батьківщина відомого художника Івана Костянтиновича Айвазовського, який народився тут в сім'ї зубожілого купця вірмена, його хист до малювання підмітили, і спрямували на навчання. Вивчившись, художник помандрував Європою (паралельно працюючи), і, підзаробивши грошей, повернувся додому. З 1845 року він жив у Феодосії, де на зароблені гроші відкрив школу мистецтв та власний будинок на березі моря. Художник переймався життям своїх городян: був ініціатором будівництва залізниці «Феодосія — Джанкой», активно займався справами міста, його доброустроєм, цікавився археологією, займався питаннями охорони пам'яток Криму.
Переймаючись проблемами міста, Айвазовський 1887 року подарував його жителям частину води з власного джерела Субаш, що в заміському маєтку Айвазовських (Айвазовське, Кіровського району). Цікавлячись минулим міста, він знав про стан середньовічного водопроводу, який руйнувався, а вода забруднювалася (а в посушливі місяці доносив лише три-чотири тисячі відер води до п'яти феодосійських фонтанів, що для 11 000 городян дуже було мало). Тому вода із Субашського джерела, та ще й подано по новому водогону (добудову і ремонт середньовічних гідротехнічних споруд теж допомагав фінансувати Айвазовський) була суттєвою підтримкою для міста. Водогін складений з керамічних труб, прокладених по місту і до помешкань багачів, а для простого народу поставили колонки та спорудили фонтан.
Відкрили Феодосійсько-Субашський водогін 18 (30) вересня 1888 року біля щойно збудованого фонтана Айвазовського (побудований на кошти та за проєктом Айвазовського). Місто також долучалося до будівництва, витративши, загалом, 231689 рублів, розуміючи, що цим водогоном вони суттєво покращать ситуацію з водою в місті (де за неї доводилося навіть бійки бачити). Субашська вода продавалася в п'яти водорозбірних будках-фонтанах, а до фонтану Айвазовського приходили усі, бо в ньому можна було втамовувати спрагу безоплатно.
Крім води від Айвазовського, містяни шукали ще додаткових джерел (бо зростала їх кількість і потреби). Коли ж провели залізничну колію на роботи потягів (паротягів) були необхідні постійні та великі об'єми води, тому 1912 року залізничники віднайшли можливість облаштувати водогін від джерела Кашка-Чокрак, що знаходиться в 14 кілометрах західніше від Феодосії і яке давало щодоби до 22 тисяч відер, тобто 270,58 метра кубічних прісної води, а вже 1917 року — приблизно 40 тисяч відер — 491,97 метра кубічних.

### Спорудження вежі (гіпотези)
Існують дві гіпотези спорудження вежі: споруджена Айвазовським (коли він ініціював водогін із Субашського джерела) і закладена залізничниками (коли ті провели водогін з Кашка-Чокракського джерела).
Участь Авазовського, у закладці вежі, передається з уст в уста місцевими людьми, а також для більшої колоритності розказується туристам. Водночас сама вежа була збудована на початках XX століття, тоді коли Айвазовський уже помер і він про неї не згадував ні в листуванні, ані в тогочасній періодиці цього факту не було. Ймовірно, що мешканці Феодосії були в захваті від суспільних діянь свого краянина (особливо спорудження водогону від власного джерела) і приписали йому кілька нездійснених справ.
Участь Дирекції Залізниць, у закладці вежі, підтверджується тими фактами, що джерело з якого подається вода на водонапірну вежу стояло саме на території залізниці, крім того, саме залізниця дуже потребувала такі вежі, і збудувала в ті часи їх чимало (20-ті роки XX століття дуже багато водонапірних веж), водогін був проведений в чавунних трубах (на той час дуже дорогих і це могла собі дозволити тільки урядова структура).
Додатковим фактором стає сама назва вежі — «Білий басейн», адже так називали місцевий молокозавод, який потім занепав і його зруйнували, а назва уже перейшла на вежу, яка стояла поруч.

## Опис вежі
На перехресті вулиць Руської та Бойової, у місті Феодосії (точна адреса — вулиця Сверлова, 77) височить триповерхова водонапірна вежа, інженерна споруда Кошка-Чокрацького водогону. Вежа знаходилася на височині, куди по чавунних трубах подавалася вода з джерела. Цю споруду, у народі, називають «Білий басейн», а з її висоти видно усе місто і його околиці (ще донедавна вона була найвищою точкою міста).
У водонапірній вежі є великі ярусні місткості (місткістю 88 метрів кубічних), які заповнюються водою. Перш ніж вода попадала до осель феодосійців, вона мала пройти тривалий процес обробки, а саме — фільтрування і знезаражування крізь пісок. Важливим фактором ставала висота вежі, адже заклали її на висоті близько 300 метрів, а подавала воду вона на набагато нижчу висоту, тож напір води був дуже сильний (не виключно, що цей фактор сприяє тому, що вежа експлуатується і по сьогоднішній день).
Забір підземної води здійснюється з дерев'яного колодязя в селі Карагози в Кошка-Чокрацькому джерелі, каптированого галереєю, у селі Відважне. Водоутримувальними породами ґрунтового колодязя є гравелисті піски потужністю 0,5 метрів, які залягають на глибині 7 метрів від поверхні. Дебіт колодязя непостійний, приблизно 13,8 кубометра в годину і за час його експлуатації воно жодного разу не пересихало.
Облаштування джерела для водозбору провели 1898 року. При його дослідженні виявили, що водоносний шар знаходиться в товщі нижньотретинних тріщинуватих пісковиків і оголюється на схилі балки. Дебіт ключа непостійний, приблизно 28,8 кубометра у годину. Після того, як відцентрова помпа викачує воду, вона тече водогоном, самопливом, майже 17 кілометрів до вежі «Білий басейн», а від неї уже насичується по водогонах і, безпосередньо, до залізничної станції Айвазовська (першочерговий задум будівничих водогону).

## Сучасність
Технічний прогрес XX століття спричинив до втрати актуальності у більшості колишніх інженерних комунікацій створених людьми, так і водонапірні вежі втрачають життєву перспективу, поступово занепадаючи. Поряд з цим, чимало веж отримують нові функції, як оригінальні висотні архітектурні споруди, і стають історичними та туристичними принадами міст.
Вежа «Білий басейн» вважається пам'яткою промислової архітектури початку 20-го століття та з 2011 року підпорядковується управлінню Республіканського комітету Автономної Республіки Крим з охорони культурної спадщини. Вежа й надалі належить залізниці (Придніпровській), яка її утримує в належному вигляді (2012 року була проведена реконструкція). Вежа, функціонуючи й далі, як водонапірна станція, є ще й відвідуваним туристичним об'єктом в місті. І навіть цілий район Феодосії тепер має назву «Білий басейн».